# Эбботт и Костелло встречают капитана Кидда
«Эбботт и Костелло встречают капитана Кидда» (англ. Abbott and Costello Meet Captain Kidd) — американский комедийный приключенческий фильм 1952 года режиссёра Чарльза Лэмонта. В главных ролях в фильме принимает участие дуэт комиков Эбботт и Костелло.
В роли капитана Кидда актёр Чарльз Лоутон, сыгравший капитана в оригинальном фильме «Капитан Кидд» 1945 года.

## Сюжет
Оливер Джонсон и Роки Стоунбридж, официанты из таверны «Мёртвая голова», идут на работу. По пути они встречают леди Джейн, которая просит их передать любовную записку певцу в таверне Брюсу Мартингейлу.
Тем временем в таверне важный гость, знаменитый пират капитан Кидд. Он ужинает вместе с капитаном Бонни, которая обвиняет его в пиратстве в её водах. Кидд сообщает, что им припрятано множество сокровищ на Острове Черепа и он готов поделиться ими с ней. Оливер, обслуживая их, случайно подменяет карту с сокровищами на любовную записку. Роки обнаруживает это и они с Оливером идут к капитану Кидду требуя свою долю с клада в обмен на карту. Кидду приходится согласиться.
Начинается путешествие. На корабле оказывается и певец из таверны. Его насильно похитили перед отплытием, так как на корабле не хватало рабочих рук. Капитан Кидд пленяет Оливера и Роки. В это же время капитан Бонни влюбляется в Оливера, потому что ошибочно полагает, что именно он написал ту романтическую любовную записку. По дороге пираты также берут на абордаж торговое судно, на котором оказывается леди Джейн.
На острове, после того, как Оливер и Роки откапывают клад, Кидд объявляет, что теперь собирается избавиться, как от них, так и от капитана Бонни. Друзья и Бонни объединяются, захватывают сокровища и пленяют капитана Кидда.

## В ролях
- Бад Эбботт — Роки Стоунбридж
- Лу Костелло — Оливер Джонсон
- Чарльз Лоутон — капитан Кидд
- Хиллари Брук — капитан Бонни
- Билл Ширли — Брюс Мартингейл
- Лейф Эриксон — Морган
- Фран Уоррен — леди Джейн
- Лестер Дорр — официант в таверне

## Производство
Съёмки фильма велись с 27 февраля по 25 марта 1952 года. Эбботт и Костелло хотели делать фильм цветным, но компания Universal не желала тратить лишние деньги на съёмки цветного фильма. Дуэт решил снимать фильм самостоятельно. По контракту с Universal они могли снимать один независимый фильм в год. Бад Эбботт организовал компанию Woodley Productions, которая и занялась производством фильма, распространением занялись Warner Bros. Фильм снимался по технологии Super Cinecolor.

## Выход на видео
Фильм был выпущен на DVD компанией Warner Bros. 1 апреля 2011 года в серии The WB Archive Collection.